# Cerco de Dura Europo (256)
O Cerco de Dura Europo de 256 ocorreu na sequência da grande expedição liderada pelo xá Sapor I (r. 240–270) contra as províncias orientais do Império Romano em 252-253. Os sitiadores conseguiram capturar a cidade, mas logo perderam-a quando foram repelidos pelo imperador Valeriano (r. 253–260).

## Antecedentes

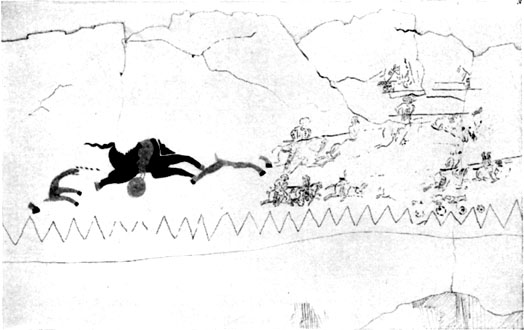
Desenho inacabado encontrado em casa de Dura Europo

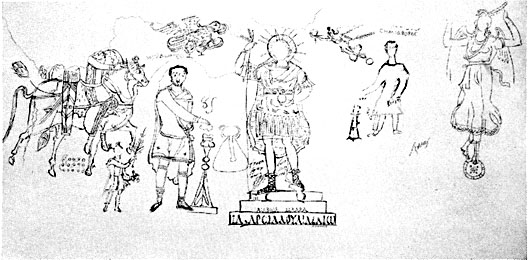
Desenho palmireno encontrado numa das salas que cercam o Templo de Azanatcona

Em 252-253, Sapor fez uma grande expedição contra a Síria e seu filho contra a Capadócia, que termina com a tomada de várias cidades e fortalezas romanas, incluindo Dura. A transcursão dos eventos entre 253 e 256 é incerta dada a pouca quantidade de fontes que cobre esse período, porém, a partir da evidência existente foi possível estabelecer algumas teorias daquilo que poderia ter acontecido. Michael I. Rostovtzeff, mantendo a visão de que Dura foi atacada por Sapor em dois momentos, em 253 (segundo a inscrição do xá) e 256 (segundo evidências existentes no sítio e a informação literária disponível), criou um quadro explicativo que alia a informação obtida da evidência literária com a evidência arqueológica e numismática. Segundo ele, um provável motivo para que a cidade tenha sido atacada duas vezes pelos persas foi o abandono dela após 253 por influência da pressão exercida por Odenato. A arqueologia indica que entre os anos de 253-256, Dura vivenciou um período de relativa paz, com a evidência material do período demonstrando que manteve contato tanto com a Síria romana (presença de moedas imperiais do período), da qual fazia parte, como com o Império Sassânida (inscrições em pálavi na sinagoga local e vasos verdes esmaltados de duas alças de manufatura persa).
Numa casa privada de Dura foi achado desenho colorido inacabado que ocupa quase a superfície inteira de uma das paredes do divã dessa residência. Pela interpretação de Rostovtzeff, nele é retratado, segundo convenção dos primeiros artistas sassânidas, uma cena de batalha na qual aparece o xá e seu inimigo, aparentemente o líder romano de um lado (figura maior) e membros da família real persa capturando ginetes romanos (figuras menores) do outro, tudo isso com deuses sentados numa poltrona. Nela há inscrição explicatória em pálavi e segundo a visão do autor representa uma batalha histórica. Tal composição foi iniciada com a ocupação persa de 253, mas ficou incompleta com a reocupação romana por volta da mesma época. Rostovtzeff avança na suposição ao apresentar outro desenho, de influência palmirena, encontrado no escritório do atuário da XX Coorte Palmirena numa das salas que cercam o pátio do Templo de Azanatcona, para ele uma evidência da reocupação.
O desenho palmireno representa um oficial romano, talvez o comandante da XX Coorte Palmirena, sacrificando ao deus Jaribol (Sol Invicto), cuja estátua, coroada por uma Nice e uma águia, é representada de pé sobre uma base com degrau (na qual há inscrições dedicatórias pintadas) no centro da composição. O oficial está a esquerda da estátua e atrás dele há um cavaleiro avançando devagar à direita. Está vestindo uma vestimenta palmirena para paradas militares e está sentado sobre um grande cavalo do tipo palmireno ou dureno com armaduras palmirenas típicas. Diante do cavaleiro há um jovem ou menino com um ramo de palmeira e talvez uma coroa de flores nas mãos e sob os pés do cavalo há círculos, que provavelmente representam moedas de ouro arremessadas diante dele, uma saudação célebre. Rostovtzeff propôs que o desenho celebra uma vitória de Odenato sobre os persas, uma vitória que teve grande relevância para Dura e sua guarnição, e que associa ao episódio narrado por João Malalas. Talvez em seu caminho de volta Eufrates abaixo, Odenato passou por Dura e foi louvado como salvador e liberador da guarnição romana que acabara de voltar.

## Cerco e rescaldo

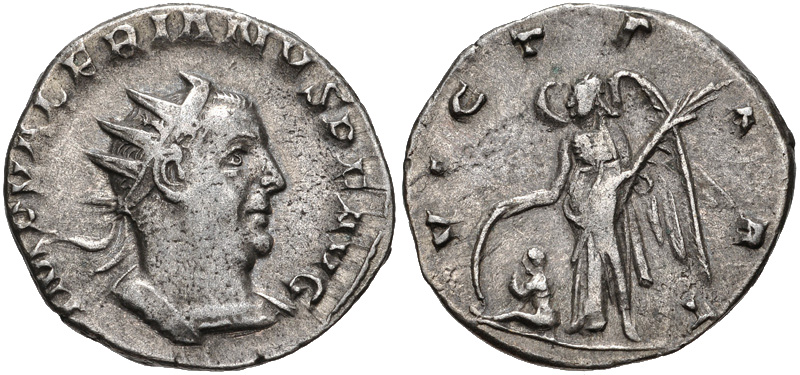
Antoniniano de Valentiniano de 257/258 com inscrição VICT PART (Vitorioso Pártico)

É incerto se a guarnição foi pega de surpresa ou não quando Sapor se aproximou da cidade com seu exército e sitiou-a em 256. As escavações tem demonstrado que havia uma forte guarnição, suficiente para repelir o ataque persa por um templo relativamente longo e oferecer resistência. É possível que novas unidades foram enviadas à cidade em antecipação de um novo ataque, mas nada além disso foi feito, pois a guarnição esperou até o início do cerco para reforçar as antigas e fracas fortificações da cidade. Rostovtzeff sugeriu que o cerco foi uma surpresa tanto para Dura como para o Império Romano e isso permitiu a conquista da cidade. O arqueólogo Simon James, da Universidade de Leicester, em 2009, descobriu evidências em Dura que apontam para uma possível guerra química. Segundo a investigação, os sassânidas teriam usado contra os romanos uma combinação de betume e cristais de enxofre que, quando juntos, formam um gás asfixiante.
Nenhum documento escrito registra o desenrolar dos eventos, sendo que as etapas do cerco são conhecidas apenas através da arqueologia. Os persas usaram todas as técnicas de cerco antigas para entrar na cidade, inclusive operações de mineração para quebrar as muralhas. Os romanos fizeram "contra-minas" para frustá-los. Na década de 1930, numa dessas estreitas e baixas galerias, foram encontradas pilhas de corpos, aproximados 20 soldados romanos ainda com suas armaduras. Esses soldados foram mortos pelos gás asfixiante produzido pelos persas. Apesar desse sucesso, os persas não conseguiram colapsar as muralhas e tiveram que entrar na cidade de outro modo. Em anos recentes se escavou um filha de dardos de catapulta que estavam prontos para serem usados pela muralha da cidade dentro da cidade, o que representa a última tentativa da guarnição durante a batalha final.
Os defensores e habitantes foram mortos ou deportados à Pérsia. A informação concernente ao período entre 256 e 260 é muito escassa e a reconstrução do rescaldo do cerco é uma suposição baseada em evidência numismática. Segundo Rostovtzeff, é possível que em 257 Sapor e seu exército foram repelidos pelas tropas do imperador Valeriano (r. 253–260). Tal suposição se baseia no uso por Valeriano do título de Pártico (um título de vitória) em suas moedas de 257. Tal uso pode significar uma vitória parcial, talvez em algum lugar no médio Eufrates.